# Frédéric Vasseur

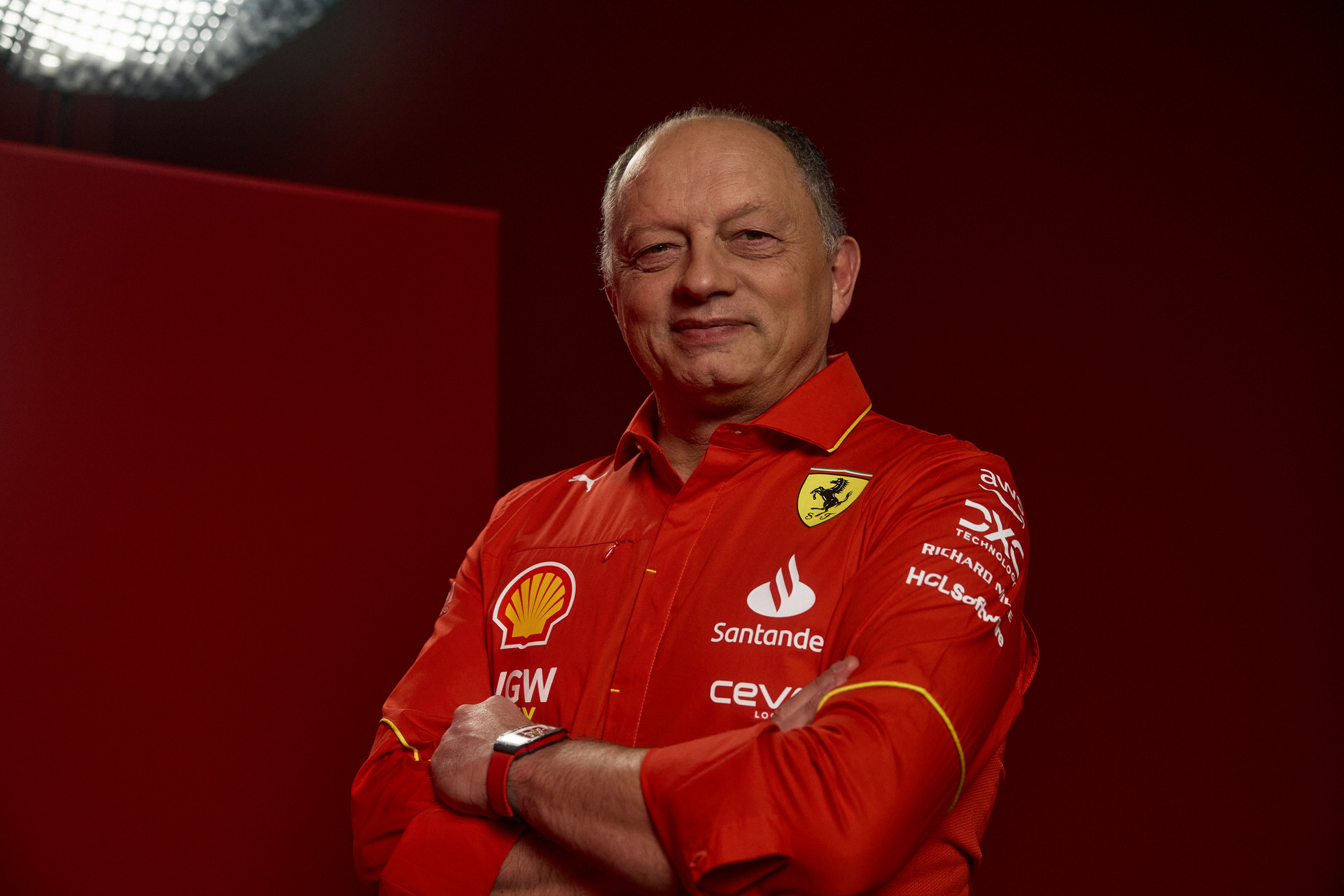
Frédéric Vasseur 2024

Frédéric Vasseur (* 28. Mai 1968 in Draveil, Ile-de-France) ist ein französischer Motorsport-Ingenieur und -Manager mit einer langen Karriere als Manager im Formelsport. Seit Januar 2023 ist er Teamchef der Scuderia Ferrari.

## Karriere
Vasseur studierte Luft- und Raumfahrttechnik, bevor er sein eigenes Team ASM in der Formel 3 an den Start brachte. Bekannt für seinen Erfolg und seine Talentförderung, wechselte er schließlich in die Formel 1 als Rennleiter und schließlich als Teamchef für Renault F1. Er verließ das Team 2016, da es Diskrepanzen zwischen ihm und dem Team-Management über die Zukunft des Teams gab.
Vasseur gründete 1996 das ASM-Team, das in Zusammenarbeit mit Renault 1998 die französische Formel-3-Meisterschaft mit David Saelens und von 2004 bis 2007 die Formel-3-Euroserie-Meisterschaften mit Mercedes-Benz mit Jamie Green, Lewis Hamilton, Paul di Resta und Romain Grosjean gewann. Im Jahr 2004 schlossen sich Vasseur und Nicolas Todt zusammen und gründeten ART Grand Prix. Viermal gewannen Fahrer des Teams den Titel in der GP2-Serie: Nico Rosberg (2005), Lewis Hamilton (2006), Nico Hülkenberg (2009) und Stoffel Vandoorne (2015).
Ende 2013 gründete Vasseur das Unternehmen Spark Racing Technology (SRT), das von der FIA den Zuschlag für den Bau der Chassis der ersten Generation für die FIA-Formel-E-Meisterschaft, den Spark-Renault SRT 01E, erhielt. Auch das Chassis der zweiten Generation, der Spark SRT 05e, wurde von SRT entwickelt.
Vasseur wurde 2016 Teamchef des neugegründeten Renault Sport Formel-1-Teams. Er verließ das Team am Saisonende jedoch bereits wieder, nachdem es zum Streit mit Geschäftsführer Cyril Abiteboul über die Zukunft des Teams gekommen war.
Am 12. Juli 2017 wurde bekannt, dass Vasseur als Geschäftsführer und CEO der Sauber Motorsport AG sowie als Teamchef des Sauber-Formel-1-Rennstalls verpflichtet wurde. Am 13. Dezember 2022 verkündete Sauber, dass Vasseur beide Posten zum Ende des Jahres abgeben und als Nachfolger von Mattia Binotto Teamchef der Scuderia Ferrari werden wird. Seine Rolle als Sauber-CEO wurde von Andreas Seidl übernommen, der neue Teamchef wurde Alessandro Alunni Bravi.